# Renato Corti
Renato kardinál Corti (1. března 1936, Galbiate – 12. května 2020, Rho) byl italský římskokatolický duchovní a emeritní biskup novarský. Dne 19. listopadu 2016 jej papež František jmenoval kardinálem.